# Cmentarz żydowski w Grodzisku Mazowieckim
Cmentarz żydowski w Grodzisku Mazowieckim – został założony w drugiej połowie XVIII wieku. Przez pewien czas służył także Żydom zamieszkującym Warszawę. Uległ dewastacji podczas I i II wojny światowej oraz w okresie PRL, pomimo to jednak do naszych czasów zachowało się około dwustu nagrobków lub ich fragmentów. Są one wykonane w większości z piaskowca i zawierają inskrypcje w języku hebrajskim (choć zachowały się pojedyncze stele z napisami po polsku i jedna z epitafium w języku aramejskim). Cmentarz ma powierzchnię 0,32 ha. Jest ogrodzony siatką i zachowały się resztki bramy.

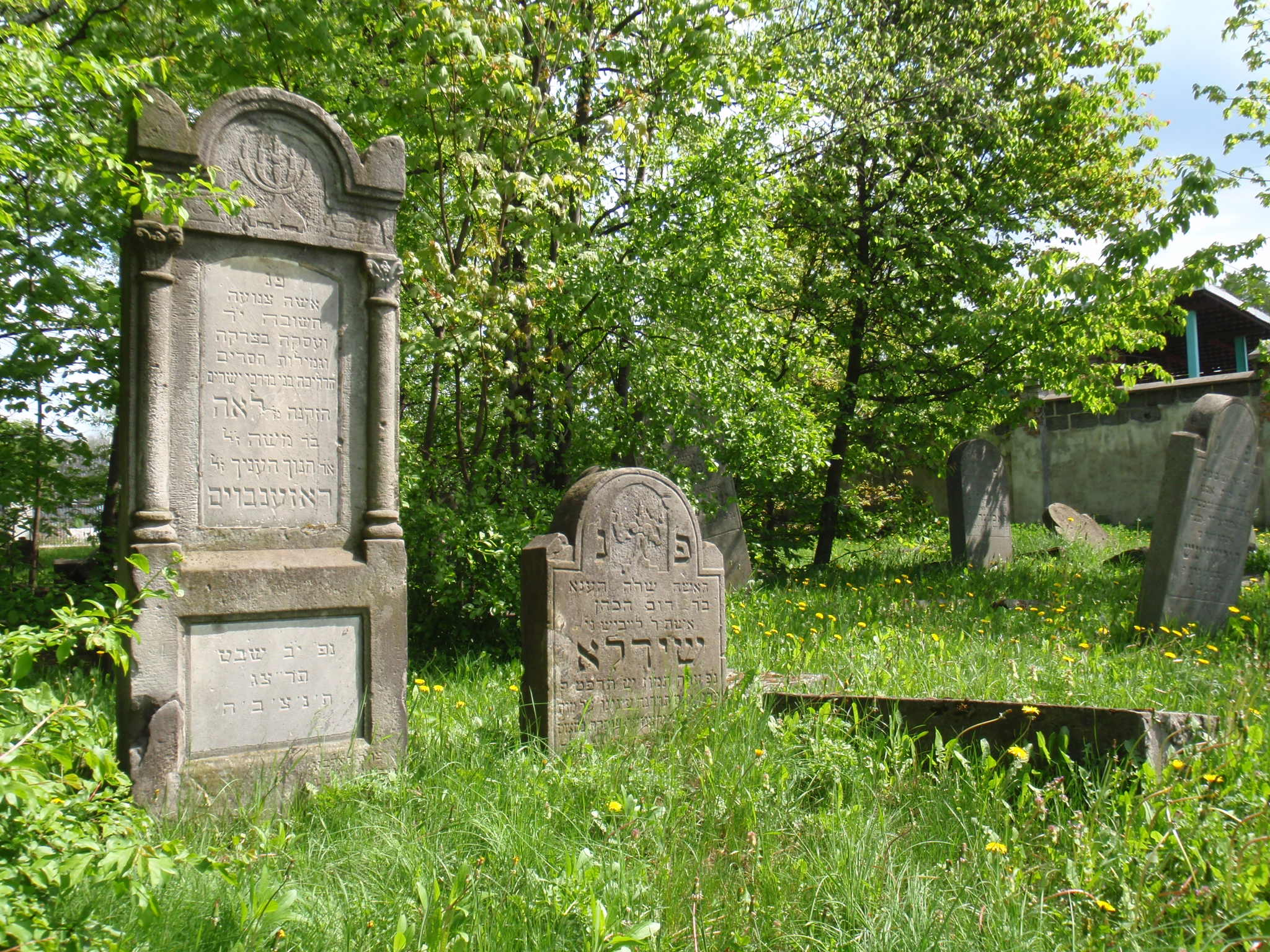
Macewy